# Listriella similis
Listriella similis is een vlokreeftensoort uit de familie van de Liljeborgiidae. De wetenschappelijke naam van de soort is voor het eerst geldig gepubliceerd in 1971 door Rabindranath.